# І Біншоу
І Біншоу (伊秉绶, 1754 — 1816) — китайський державний службовець, каліграф, різьбяр печаток, живописець, представник «напрямки вивчення стел» бей-сюе-пай.

## Життєпис
Народився у 1754 році у Нінхуа (провінція Фуцзянь). Походив зі знатної родини. Отримав гарну освіту. У 1789 році склав іспити на вищий ступінь цзінь-ши, після чого неодноразово очолював повіти і займав високі суддівські пости. Своєю чесністю і справедливістю І Біншоу заслужив народну любов. З 1799 до 1815 року був префектом м. Хойчжоу у провінції Гуандун. З 1815 до 1816 року префектом у Янчжоу(провінція Цзянсу), де й помер від хвороби у 1816 році.

## Творчість
Калліграфічна підготовка І Біншоу спочатку була орієнтована на творчу спадщину сунських літераторів і митців Оуян Сю та Су Ши. Після 1798 року, захоплений ідеями нового «напрямки вивчення стел», він зосереджується на копіюванні ханьских пам'ятників. Підсумком інтенсивного вивчення стародавніх артефактів стали два індивідуальних калліграфічних стиля: один був версією почерку лішу, розроблений на підставі стел з каноничними текстами епохи Хань, інший був створений як різновид почерку сіншу.
У творах почерком лішу І Бін-шоу прагнув до збалансованості рис, яким надавав прямокутні обриси, так що знаки займали максимум простору. Його пензель, працюючи в округлої техніці письма юань бі, рухався з сильним і рівномірним на кшталт почерку чжуаньшу, натиском. В результаті риси виходили прямі і рівні, а знаки великі і міцні.
На початку рис І Біншоу уникав робити характерний для прийому «головка шовковичного хробака» (цань-тоу), пов'язаний з рухом пензля назад. Він скорочував прогини наприкінцях рис, йменовані «гусячий хвіст» (янь вей), показові для пізньоханьского протостатута. Закінчення його рис мають квадратні обриси. Він домагався ефекту архаїчної простоти й монументальності. Його пензель демонструє величезну енергію й силу, яка виявляється особливо масштабно у великих ієрогліфах. У композиціях відчутна величава ритміка знаків ранніх ханьских стел. Так само, як і Ден Шижу, І Біншоу володів даром «виявляти стародавнє в сучасному» (сянь гу ю цзинь).
Не менш оригінальний І Біншоу і в почерку сіншу, де він продовжив лінію Лі Дун-яна. У цьому почерку І Бін-шоу працював самим кінчиком пензля, який тримав чітко вертикально. Він створював лінії сильні і тріпочуючи, легкі, але тверді. Риси групуються по центру іерогліфічного знака, і навколо них залишається багато вільного фону. У напівстатуті, як і в протостатуті, пластиці знаків І Бін-шоу притаманна особлива величність, яка походить з його феноменальною зібраності і рідкісного самовладання.